# Voleibol platja als Jocs Olímpics d'estiu de 1996
Als Jocs Olímpics d'Estiu de 1996 celebrats a la ciutat d'Atlanta (Estats Units d'Amèrica) es disputaren dos competicions de voleibol platja, una en categoria masculina i una altra en categoria femenina, sent la primera vegada que aquest esport formava part del programa olímpic. La competició se celebrà entre els dies 23 i 28 de juliol de 1996 a la ciutat de Jonesboro.
Hi participaren un total de 84 jugadors, entre ells 48 homes i 36 dones, de 21 comitès nacionals diferents.

## Resum de medalles
| Prova                       | Or                                       | Argent                                     | Bronze                                   |
| Categoria masculina Detalls | Estats Units Karch Kiraly · Kent Steffes | Estats Units Michael Dodd · Mike Whitmarsh | Canadà John Child · Mark Heese           |
| Categoria femenina Detalls  | Brasil Jackie Silva · Sandra Pires       | Brasil Monica Rodrigues · Adriana Samuel   | Austràlia Natalie Cook · Kerri Pottharst |

## Medaller
| Posició | País         | Or | Argent | Bronze | Total |
| 1       | Brasil       | 2  | 0      | 0      | 2     |
| 1       | Estats Units | 2  | 0      | 0      | 2     |
| 3       | Austràlia    | 0  | 0      | 1      | 1     |
| 3       | Canadà       | 0  | 0      | 1      | 1     |